# Ákos Stefi
Ákos Stefi, asszonynevén Holéczy Ákosné, leánykori nevén Szűcs Stefánia (Monor, 1919. április 1. – Budapest, 2005. február 21.) magyar táncdalénekesnő.
Művésznévként férje, dr. Holéczy Ákos keresztnevét vette fel. Fia, Holéczy Ákos zenész Bázelban élt.

## Élete
A negyvenes évek végén sikerrel jelentek meg gramofonlemezei. Pályáját Ilosvay Gusztáv és Holéczy együttesével kezdte még 1941-ben. 1942 és 1944 között Macskássy Gyula színes filmeket is forgatott vele a korai Gasparcolor eljárással. Néhány ezek közül kiadatlan, csak a filmarchivumban őrzik.
Ákos Stefi hamarosan az 1940-60-as évek egyik legismertebb és legképzettebb táncdalénekesnője lett. Sikerrel diplomázott a Zeneakadémián, ezzel nyitva állt előtte egy pályafutás a klasszikus zene terén. Inkább a könnyűzene mellett döntött, a kor leghíresebb zenekarának, férjének, dr. Holéczy Ákosnak és együttesének énekese lett, ahol dzsesszelőtanulmányai révén hamarosan sztárrá vált.
Az 1950-es évek végén Hollós Ilona és Záray Márta mellett Ákos Stefi volt a legismertebb magyar táncdalénekesnő.
1960-ban a tévé szilveszteri műsorában Paul Anka Dianáját énekelte. A hatvanas évek elején lezajlott táncdalénekesi generációváltás (amikor feltűnt például Koós János, Mikes Éva, Sárosi Katalin) miatt háttérbe szorult, és még a beatkorszak előtt búcsút vett a színpadtól. A hatvanas évektől hosszú évtizedekig énektanárként is dolgozott, így adva át tudását az újabb és újabb énekes generációknak. Többek között Cserháti Zsuzsa is tanítványa volt.
Dalai napjainkig népszerűek, például a Mariquana Cha Cha Cha több európai slágerlistán hónapokon át szerepelt.

## Slágerei
- A kettőnk életét (Hajdu Júlia–Rákosi János)
- Az első percben (Bánki L.–Lóránd Gy.)[2]
- Bolyongok a város peremén In cerca di te perduto amor (Eros Sciorilli–Németh P. István)
- Brazíliai karnevál (Dégel Károly–Rákosi János)
- Csak a szépre emlékezem (Hajdu Júlia–Halász Rudolf)
- Csak egy filmkocka volt (Kárpáti József–G. Dénes György)
- Csak egy kis emlék (Bacsó Péter–Fényes Szabolcs)
- Csellengő kis csacsi (Horváth Jenő–G. Dénes György)
- A csodacsatár: Futbóliában ma már (Bródy Tamás)[3]
- Dal a halhatatlanságról (Hajdu Júlia–Rákosi János)
- Diana (Paul Anka)
- Brazil (Ary Barroso–G. Dénes György)
- Csokoládé; Hota Chocolata (Vic Mizzi–Milton Drake–G. Dénes György–Harsányi Béla)
- Engem a rumba döntöget romba (Herrer Pál–Zágon István)
- Gyakran a muzsika pompás gyógyszer (Orlay Jenő–Halász Rudolf)[4]
- Gyertyafénykeringő Auld lang síne (G. Dénes György)
- Mariguana cha-cha-cha (René Dubianski–Szombathy István)
- Minden este azzal alszom el (Mecseki Rudolf–Rákosi János)
- Natasa (Breitner János–Göndör László–Szenes Iván)
- Pest felé szökik a nyár (Zsoldos László–Szenes Iván)
- Semmi az egész (Nádas Béla)
- Szalmaláng (Breitner János–Szenes Iván)
- Szeretnék még egyszer beszélni veled (Vécsey Ernő–Dávid Rózsa)
- Úgy szeress, hogy sose múljon el (Behár György–Szenes Iván)
- Valaki miatt (Horváth Jenő–Szenes Iván)
- Van egy kislány, Anikó A gal in calico (Leo Robin-Arthur Schwartz-G. Dénes György)
- Veled kettesben Je me sens si bien (Guy Magenta–Somló Margit)

## Lemezei
- A kettőnk életét / Dal a halhatatlanságról (His Master's Voice HUCM 184)
- Ákos Stefi (Hungaroton-Pepita, 1982)
- Engem a rumba döntöget romba. Ákos Stefi slágerei (Rózsavölgyi és Társa, 2000 RÉTCD42)